# Ignacio Hasbún
Ignacio Javier Hasbún Delgado (* 2. Januar 1990 in Santiago) ist ein ehemaliger chilenischer Fußballspieler, der auf der Position des Torwarts spielte.

## Karriere
Ignacio Hasbún debütierte in der Primera División für Universidad Católica in der Clausura 2009, als Stammtorwart Paulo Garcés im Spiel gegen Unión Española des Feldes verwiesen wurde. Nach einer Leihe zu Deportes Copiapó wechselte Hasbún zu CD Magallanes. Neben seiner Fußballkarriere studierte er Wirtschaftsingenieurwesen, Betriebswirtschaftslehre und allgemeines Management an der Universidad Andrés Bello. Nach seinem Abschluss 2015 beendete er seine Profifußballkarriere und nahm einen Job bei einer Bank an.